# 西藏凤仙花
西藏凤仙花（学名：Impatiens cristata）为凤仙花科凤仙花属的一年生草本植物。分布于印度、不丹、尼泊尔以及中国大陆的西藏等地，生长于海拔2,000米至3,100米的地区，多生在林下及水沟边，目前尚未由人工引种栽培。